# Костовський Олександр Микитович
Костовський Олександр Микитович (*17 березня 1917, Керч — 27 серпня 2005, Львів) — український математик, кібернетик, програміст. Професор Львівського університету.

## Біографічні відомості
Народився Олександр Микитович Костовський 17 березня 1917 р. у місті Керч Кримської обл. в родині робітника.
У кримській пресі можна зустріти згадки про те, що рід Костовських бере свій початок з другої половини XVIII ст., коли у 1776 році троє онуків козацького сотника Гната під прізвищем Гнатенків залишили Запорозьку Січ і пішли до Криму, де рід отримав прізвище Костовські і виплекав звитяжних особистостей, переважно військовиків.
У праці Ярослава Тинченка «Офіцерський корпус Армії Української Народної Республіки (1917—1921)» у списках загиблих під час битви Повстанської армії УНР з більшовиками під Базаром 17 листопада 1921 р. з боку УНР під номером 2075 зазначається військовий урядовець Микита Костовський. Чи був цей чоловік батьком Олександра Костовського, чи просто мав схоже ім'я — лишається до з'ясування.
В 1927 р. пішов у перший клас школи. На початку 1932 р. вступив, а в 1934 р. закінчив школу фабрично-заводського навчання на станції Мелітополь. Середню освіту здобув на вечірньому робітничому факультеті (1935—1937). У 1937 р. вступив на фізико-математичний факультет Мелітопольського державного педагогічного інституту на спеціальність математика, який закінчив з відзнакою 1941 р. Йому присвоїли кваліфікацію викладача фізико-математичних дисциплін і звання вчителя.

## Наукова діяльність
У 1945 р. він прибув до Львова і успішно склав іспити до аспірантури. Його керівником став професор Станіслав Мазур — відомий вчений, учень Стефана Банаха, а дещо пізніше — професор Олександр Кованько. Під час навчання в аспірантурі розпочалась трудова діяльність Костовського в університеті. В 1947—1948 рр. працював старшим лаборантом кафедри загальної фізики, 1949 р. — старшим лаборантом кафедри теорії ймовірності. Після успішного захисту в червні 1949 р. кандидатської дисертації з вересня 1949 р.почав працювати на посаді старшого викладача кафедри загальної математики і на півставки старшого викладача кафедри теоретичної механіки. З 1 жовтня 1949 р. його обрали на посаду виконуючого обов'язки доцента кафедри теоретичної механіки. Після отримання диплому кандидата фізико-математичних наук (21.06.1950) його обрали на посаду доцента кафедри загальної механіки, призначили помічником декана фізико-математичного факультету. В 1954 р. додатково працював доцентом кафедри вищої математики. З вересня 1955 р. обрали доцентом кафедри математичного аналізу. З вересня 1959 р. виконувач обов'язків професора кафедри математичного аналізу. З 1960 р. з лютого місяця виконував обов'язки професора кафедри обчислювальної математики; виконував обов'язки завідувача кафедри, а з квітня місяця завідувач кафедри.
Кафедра поповнювалась викладачами факультету (Ілля Чулик, Марія Мартиненко) та випускниками кафедри (Ромуальд Домбровський, Андрій Кардаш, Йосиф Дідух, Михайло Бартіш).
У 1968 р. обрали на посаду декана механіко-математичного факультету. На цій посаді він пропрацював до кінця каденції (1971).
У 1970 р. одержав звання професора й за свою роботу нагороджений ювілейною медаллю «За доблесну працю». О. М. Костовський розробив конструктивну геометрію сферографа (гіпотетичного приладу, з допомогою якого можна описувати в просторі сфери заданого радіуса з заданої точки як з центру).
Починаючи з 1969 р. керував науковою темою «Чисельні методи розв'язування функціональних рівнянь», секцією «Теоретичної та прикладної кібернетики» при Львівському Будинку вчених, був членом редколегії журналу «Прикладна та обчислювальна математика» (Київ) та членом наукової секції механіко-математичних наук і обчислювальної техніки при науково-методичній раді Мінвузу України. О. М. Костовський протягом багатьох років був членом спеціалізованої Вченої ради Фізико-механічного інституту імені І. Б. Карпенка.
О. М. Костовський постійно поєднував свою наукову і педагогічну діяльність з організаторською. Впродовж багатьох років О. М. Костовський очолював механіко-математичний факультет, а потім факультет прикладної математики та механіки, де був першим деканом. У 1948 р. опублікував (у співавторстві) «Збірник задач і вправ з елементарної математики для учасників математичних олімпіад», у 1956 р. — працю «Метод Лобачевського розв'язування алгебраїчних рівнянь» (робота виконана на замовлення редакції «Радянська школа» з нагоди святкування 100 річного ювілею від дня народження М.Лобачевського).
У 1975 р. на базі механіко-математичного факультету був створений факультет прикладної математики та механіки. Першим деканом цього факультету обрали професора О. М. Костовського. Відповідно до Указу Президента України (№ 30 від 17 лютого 1999 р.) О. М. Костовський отримав у 1999—2000 рр. дворічну державну стипендію для видатних діячів науки, освіти та культури в галузі ОСВІТИ. Від 2000 року О. М. Костовський одержав довічну стипендію Президента України.
27 серпня 2005 року на 89 році життя відійшов у вічність професор Костовський.

## Публікації
Він автор понад 100 наукових праць, серед яких три монографії.
Дослідження О. М. Костовського в період 1946—1954 рр. стосувалися проблеми квадрувальності поверхонь. О. М. Костовський вперше визначив достатні умови, за яких для ряду Лорана можна виділяти кільцеві області, в яких є визначена кількість нулів. Високу оцінку і загальне визнання принесло О. М. Костовському видання його праці «Геометричні побудови одним циркулем» (1959). Ця книга протягом 1960—1986 рр. була видана в багатьох країнах світу: 1960 — Японія, 1961 — Англія (A.N.Kostovsrii Geometrical constructions using compasses only// Pergamon Press), 1962 — США (A.N.Kostovsrii Geometrical constructions using compasses only // Blaisdell Publish in Company), 1964 — Болгарія. Видавництво «Мир» видало її іспанською (1980 та 1984) та англійською (1986).
- Костовський О. М., Волковиський Л. І., Тесленко І. М., Яровий С. І. Збірник задач та вправ з елементарної математики для учасників математичних олімпіад школярів Львова // Львів: ЛДУ, 1948.
- Кардаш А. І., Костовський О. М., Рикалюк Р. Є. Обчислювальний центр університету: рік заснування — 1959. // Шоста Всеукраїнська наукова конференція «Застосування обчислювальної техніки, математичного моделювання та математичних методів у наукових дослідженнях». Львів, 21-23 вересня 1999. Тези доповідей. C. 43-45.
- Кардаш А. І., Костовський О. М., Рикалюк Р. Є. Обчислювальному центру університету — 40 років. // Вісн. Львів. ун-ту. Сер. прикл. матем. та інформатика. 2000. Вип. 1. С. 127—129.
- Кардаш А. І., Костовський О. М., Чулик І. І. Мажоранти та діаграми Ньютона функцій багатьох комплексних змінних // Вісн. Львів. ун-ту. Сер. мех.-мат., Вип. 3. 1967. С. 97-116.
- Кардаш А. И., Костовский А. Н., Чулык И. И. Исследование некоторых свойств мажорант и диаграм Ньютона функций многих комплексных переменных и их приложения. // . Всесоюзный симпозиум по теории голоморфных функций многих комплексных переменных, Красноярск, 1969. С 19-21.
- Кардаш А. И., Костовский А. Н., Чулык И. И. Определение области сходимости степенного ряда функций двух комплексных переменных // Вычислительная и прикладная математика, вып 18, Республиканский межведомчий научный сборник. Киев, 1972. С. 163—168.
- Кардаш А. И., Костовский А. Н., Чулык И. И. Диаграмма и мажоранта Ньютона двойного ряда Лорана и их применение. // Тезисы докладов I Республиканской конференции «Вычислительная математика в современном научно-техническом прогрессе». Киев, 1974. С. 255—257.
- Кардаш А. И., Костовский А. Н., Чулык И. И. Характеристика диаграммы и мажоранты Ньютона двойного ряда Дирихле и задача локализации нулей // Вычислительная и прикладная математика, вып 36, Республиканский межведомчий научный сборник. Киев, 1978. С. 84-87.
- Кардаш А. И., Костовский А. Н., Чулык И. И. Приближенный метод определения кривой сопряженных абсцисс сходимости кратного ряда Дирихле // Тезисы докладов II Республиканской конференции «Вычислительная математика в современном научно-техническом прогрессе», Киев, 1978, С 16-17.
- Кардаш А. И., Костовский А. Н., Чулык И. И. Локализация нулей двойного ряда Дирихле // Вычислительная и прикладная математика. Вып 37, Республиканский межведомчий научный сборник. Киев, 1979. С.86-92.
- Кардаш А. І., Костовський О. М., Чулик І. І. Про область збіжності подвійного ряду Лорана і його асимптотичної мажорати Ньютона // Вісн. Львів. ун-ту. Сер. мех.-мат. Вип. 15. «Чисельні методи аналізу». 1979. С. 8-11.
- Кардаш А. И., Костовский А. Н., Чулык И. И. Некоторые применения теории диаграмм и мажорант Ньютона. // Тезисы докладов III Республиканской конференции «Вычислительная математика в современном научно-техническом прогрессе», Киев. 1982. С. 51-53.